# Daone
Daone település Olaszországban, Trento megyében.  Daone Bersone, Breguzzo, Castel Condino, Cevo, Cimego, Condino, Lardaro, Massimeno, Pelugo, Praso, Roncone, Spiazzo, Strembo, Villa Rendena, Breno, Ceto és Saviore dell’Adamello községekkel határos.

## Történeleme
2015. január 1-jei hatállyal Daonex egyesült Bersone és Praso településekkel, és így létrejött az új település, Valdaone.

## Népesség
A település népességének változása: